# 夏日燒着了
夏日燒着了是一首香港粵語流行曲及電訊廣告歌，歌曲改編自日語流行曲，由唐奕聰編曲、劉卓輝填詞、黎明主唱，收錄於黎明的粵語錄音室專輯《夏日傾情》，混音版本收錄於黎明的迷你專輯《夏日燒着了》，兩張專輯同樣於1993年由唱片公司寶麗金首次發行。

## 背景及製作
〈夏日燒着了〉改編自日本樂團南方之星的作品〈BOON BOON BOON～OUR LOVE（MEDLEY）〉，曲風以懷舊爵士樂為主，歌曲的舞蹈由林青峰設計及編排。這首歌的音樂短片或現場演出均以穿著性感的女舞蹈員伴舞，舞蹈員的舞衣以「貓女郎」為主題，以一身閃耀的紅色貼身衣配合歌詞演繹。1993年，和記電訊首次邀請黎明演出一輯時長約三十秒的廣告，〈夏日燒着了〉由此成為了第一代的電訊廣告歌曲。以下是幕後製作人員名單：
- 電子樂器、鍵琴：唐奕聰
- 結他：鄧建明
- 和音：雷有曜／鍾慶鴻／曹潔敏／李小梅

## 同名迷你專輯
《夏日燒着了》是一張圖案唱片，收錄了歌曲〈夏日燒着了〉的混音版本及3首黎明主唱的情歌，於1993年以迷你專輯形式推出。
| CD       | CD                  | CD       | CD                                  | CD       | CD                     | CD    |
| 曲序     | 曲目                |          | 作曲                                | 编曲     | 备注                   | 时长  |
| -------- | ------------------- | -------- | ----------------------------------- | -------- | ---------------------- | ----- |
| 1.       | 夏日燒着了（Remix） | 周禮茂   | Keisuke Kuwata、Tommy Synder        | 唐奕聰   |                        | 4:55  |
| 2.       | 對不起，我愛你      | 向雪懷   | 盧東尼                              | 盧東尼   | 電視劇《今生無悔》插曲 | 3:44  |
| 3.       | 願你今夜別離去      | 劉卓輝   | Matsumoto Toshiaki、Akimoto Yasushi | 盧東尼   | 電視劇《原振俠》主題曲 | 4:55  |
| 4.       | 我的親愛            | 劉卓輝   | 槙原敬之                            | 盧東尼   |                        | 4:20  |
| 总时长： | 总时长：            | 总时长： | 总时长：                            | 总时长： | 总时长：               | 17:54 |

## 評論摘要
香港傳媒工作者朱米高在其評論文章中表示〈夏日燒着了〉是黎明在演繹快歌方面的一次突破，他認為黎明並非天生適合唱快歌者，若要唱快歌，會唱一些易上口、有旋律的歌曲，例如以往推出的歌曲〈我來自北京〉、〈我的親愛〉等，只要將拍子校慢，就會變成一首悅耳的民謠，而〈夏日燒着了〉是一首由節奏帶動的歌曲，無論唱得多慢都不會變成抒情歌曲，歌曲走懷舊黑人音樂路線，與黎明以往演繹的快歌有很大改變。朱米高認為黎明演繹這首歌的時候刻意展現出性感唱腔，並以舞姿配合，雖然效果一般，但仍然受到聽眾歡迎，黎明由這首歌開始，勇於探索快歌的曲種。另一媒體評論認為這首歌是黎明演唱生涯的一個異數和亮點，黎明的演繹表現不過不失，老式的爵士曲風令人耳目一新，而歌曲末段的女聲伴唱甚為精彩。

## 流行榜成績
以下是歌曲〈夏日燒着了〉在香港三大電子媒體音樂流行榜所的最佳成績：
- 香港商業電台 903專業推介：冠軍
- 香港電台中文歌曲龍虎榜：冠軍
- 電視廣播有限公司勁歌金榜：冠軍

## 獎項
以下是歌曲〈夏日燒着了〉曾經獲頒發的獎項：
- 電視廣播有限公司1993年度勁歌金曲季選——第二季得獎歌曲 [9]
- 電視廣播有限公司1993年度十大勁歌金曲頒獎典禮——最佳編曲獎 [10]
- 香港商業電台1993年度叱吒我最喜愛歌曲——第二回合得獎歌曲 [11]